# Abu Mohammed Abdallah al-Adil

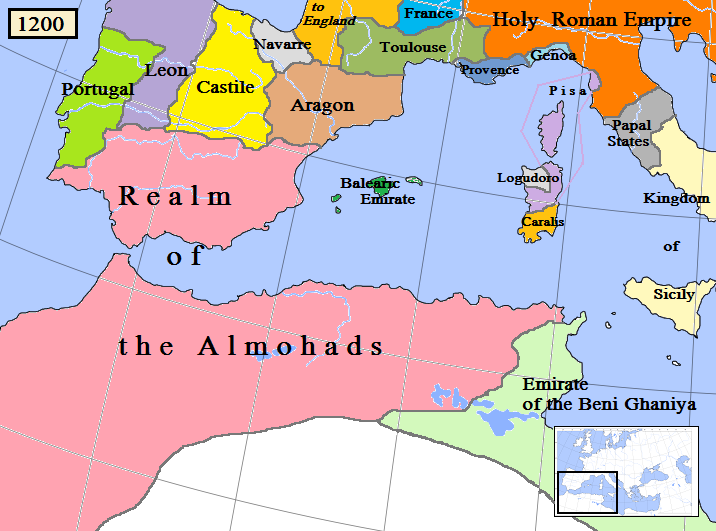
Gebied van de Almohaden-dynastie rond 1200

Abu Mohammed Abdallah al-Adil of Abdallah al-Adil (Arabisch: أبو محمد عبد الله العادل بن يوسف) (overleden Marrakesh, 4 oktober 1227) was de zevende kalief van de Almohaden-dynastie in Marokko. Hij regeerde van 1224 tot 1227. Hij overleed toen hij tijdens het baden in zijn paleis verdronk.
Tijdens zijn bewind waren er twee troonpretedenten, zijn broer Abul Ula Idris al-Mamun, gesteund door Ferdinand III van Castilië, en Yahya al-Mu'tasim, zoon van Mohammed an-Nasir, gesteund door de sheikhs van Marrakesh.
Zijn vizier was Abu Mohammed ibn ach-Chaykh Abu Hafs (1224-1227), die ook onder zijn oom Mohammed an-Nasir diende.